# Павлов, Валерий Васильевич
Валерий Васильевич Павлов (31 мая 1953 — 1 декабря 2021, Кишинёв) — советский футболист, полузащитник и центральный защитник; молдавский футбольный судья.

## Биография
Валерий Павлов родился 31 мая 1953 года.
Играл в футбол на позициях полузащитника и центрального защитника.
Начал карьеру в 1970 году в чемпионате РСФСР в составе семипалатинского «Цементника». В 1971—1972 годах выступал во второй лиге за ту же команду, сменившую название на «Спартак», забив за два сезона два мяча.
В 1973 году перешёл в кишинёвский «Нистру» и стал игроком основного состава, проведя в первой лиге 38 матчей и забив 6 голов и получив повышение в классе. В 1974 году сыграл 19 матчей в высшей лиге.
В 1975 году сыграл за «Нистру» всего один матч в первой лиге и следующий сезон провёл во второй лиге в составе «Сперанцы» из Дрокии (34 игры, 5 мячей). В 1976—1977 годах вновь играл за «Нистру», провёл за два сезона 67 матчей в первой лиге, забил 4 гола.
В 1979 году перебрался в одесский СКА, сыграл в первой лиге 39 матчей, но в сезоне-80 вышел на поле только один раз.
В 1981 году снова выступал за «Нистру», провёл 37 матчей в первой лиге.
В 1984—1985 годах играл в чемпионате Молдавской ССР за кишинёвский «Политехник».
В 1986 году выступал во второй лиге за черновицкую «Буковину», провёл 8 игр.
Впоследствии работал в Молдавии футбольным судьёй. В частности, был ассистентом главного арбитра на матчах первого этапа Кубка Интертото в 1999—2001 годах, квалификационного раунда Кубка УЕФА в сезонах 2000/01 и 2002/03.
Умер 1 декабря 2021 года в Кишинёве.